# Samoaans rugbyteam (mannen)

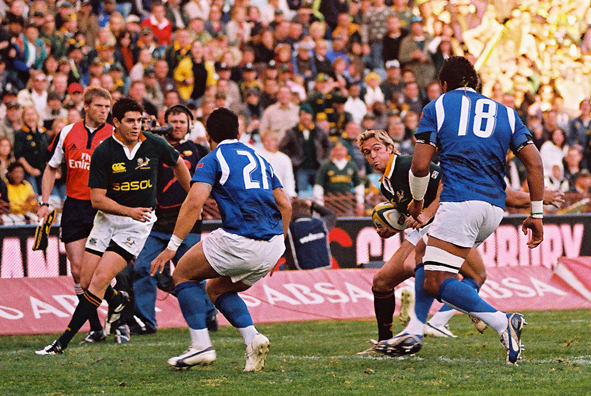
Het Samoaans rugbyteam in een wedstrijd tegen het Zuid-Afrikaans rugbyteam.

Het Samoaans rugbyteam is een team van rugbyers dat Samoa vertegenwoordigt in internationale wedstrijden.
Sinds de introductie van rugby in de jaren 20 is het een populaire sport in Samoa. Ondanks het relatief lage inwonersaantal is het nationale rugbyteam van wereldniveau. Sinds 1991 heeft het team ze aan elk wereldkampioenschap rugby meegedaan, waarbij ze onder meer twee keer de kwartfinale bereikte. Veel getalenteerde Samoaanse rugbyspelers gaan al op jonge leeftijd naar Nieuw-Zeeland, waar ze in de sterke jeugdcompetities spelen. Als het topspelers zijn geworden, kiezen velen van hen voor het shirt van het Nieuw-Zeelands rugbyteam, in plaats van dat van hun geboorteland.
Voor elke wedstrijd voeren de spelers de siva tau, een traditionele dans, uit. Ze spelen in een blauw shirt, witte broek en blauwe kousen.

## Wereldkampioenschappen
Samoa heeft aan elk wereldkampioenschap vanaf 1991 deelgenomen. Het haalde de kwartfinale in 1991 en 1995.
- WK 1987: niet uitgenodigd
- WK 1991: kwartfinale
- WK 1995: kwartfinale
- WK 1999: tweede ronde
- WK 2003: eerste ronde
- WK 2007: eerste ronde
- WK 2011: eerste ronde
- WK 2015: eerste ronde
- WK 2019: eerste ronde